# Олешко Оксана Євгенівна
Оксана Євгенівна Олешко (нар. 13 лютого 1975, Барнаул) — російська танцюристка, балерина, фотомодель, співачка, учасниця гурту Hi-Fi. Кандидат у майстри спорту зі спортивної гімнастики.

## Кар'єра
У 1998 році продюсер Ерік Чантурія запросив Олешко у свій новий проєкт Hi-Fi. Паралельно за участю у гурті вона написала слова до деяких пісень. Наприклад, дві пісні були написані для Батирхана Шукенова, якого свого часу також продюсував Ерік Чантурія. У липні 2002 року знялася у журналі Playboy.